# Слобода медија у Србији
Цензура у Србији је Уставом забрањена. Слобода изражавања и информација заштићени су међународним и националним правом, чак и ако се гаранције садржане у законима не спроводе на кохерентан начин. У земљи се и даље пријављују случајеви цензуре и аутоцензуре.
Freedom House сматра Србију „делимично слободном” и заузима 93. место од 180 земаља у извештају о Индексу слободе штампе за 2020. који су сачинили Репортери без граница, смањујући њен ранг за три у поређењу са 2019, четрнаест у поређењу са 2018. и 24 места у поређењу до 2017. годином. Међународни одбор за истраживање и размену је 2018. године описао стање у медијима у Србији као најгоре у новијој историји, а да је индекс одрживости медија опао због најполаризованијег медија у скоро 20 година, пораста лажних вести и уредничког притиска на медије.
У оквиру преговора са Европском унијом, ЕУ је затражила да Србија унапреди и гарантује слободу изражавања и штампе. Према речима Кристијана Михра из Репортера без граница, „као земља кандидат [Србија] мора озбиљно да схвати важност независности новинара и потребу за слободом медија”.